# Crenologia
A Crenologia é o estudo das propriedades medicinais das substâncias encontradas na análise físico-química das águas minerais, sendo uma ciência que estuda a utilização da água mineral natural com fins medicinais e o tratamento com águas minerais nas fontes.
Atualmente há uma Comissão Permanente de Crenologia que junto ao Departamento Nacional de Produção Mineral (DNPM) está elaborando o Estudo Diagnóstico das Águas Minerais e Potáveis de Mesa do Brasil, trabalho esse que está sob responsabilidade da Coordenação Geral da Divisão Técnica de Água Mineral (DTAM).
A Crenologia era ensinada nas Faculdades de Medicina no Brasil, em Belo Horizonte (Faculdade de Medicina da Universidade Federal de Minas Gerais) e no Rio de Janeiro (Escola de Medicina e Cirurgia do Rio de Janeiro); formava médicos nessa área e foi extinto no Brasil por volta dos anos 1950, o Congresso Nacional votou a extinção do referido curso na surdina, sem nenhuma explicação à comunidade e à população em geral.